# La mujer flambeada
La mujer flambeada (Die flambierte Frau) es una película dramática alemana de 1983, dirigida por Robert van Ackeren, protagonizada por Gudrun Landgrebe, Mathieu Carrière y Hanns Zischler.  La película fue seleccionada como la entrada de Alemania Occidental al Óscar a la mejor película internacional en la 56.ª edición de los Premios de la Academia, pero no fue aceptada como nominada. 

## Trama
Eva, una ama de casa de clase alta, está frustrada y abandona a su arrogante marido. Le atrae la idea de convertirse en prostituta. Con la ayuda de una prostituta llamada Yvonne, Eva aprende lo básico y luego ambos salen a buscar a posibles clientes. Conoce a un hombre encantador del que se enamora y llega a su casa a altas horas de la noche para una cita romántica, quien resulta ser un gigoló. En consecuencia, se mudan a su ático, que es lo suficientemente grande como para que ambos puedan ofrecer sus servicios por separado.
Luego, poco a poco, Eva se adentra en el mundo del sadomasoquismo. Encuentra extremadamente satisfactorio el ser una dominatriz y comienza a disfrutar controlando a los demás y causándoles un dolor intenso. Lo descubre en una situación en la que un hombre se esconde debajo de una mesa. Ella puede ver que sus manos sobresalen de debajo de la mesa y son claramente visibles. Con frialdad y con intensa satisfacción interior, Eva procede a aplastar las manos del hombre caminando lentamente sobre ellas con sus zapatos de tacón de aguja.
Chris, el gigoló, se pone celoso de ella y quiere saber qué pasa arriba y cómo está ganando tanto dinero. Ella le dice que es por lastimar a los hombres y que cuanto más los lastima, más dinero obtiene. Esto le molesta mucho. Ella también se pone celosa de su novio/cliente, un hombre que viene a él desde hace muchos años. Las escenas en la habitación de arriba se intensifican. Un día, él se acerca sigilosamente y la observa en una escena dominando a un hombre atado a una silla. Él tiene una expresión como "mira, esto es lo que realmente eres", y la expresión de su rostro dice con orgullo "sí, esto es lo que realmente soy". Intenta alejarla de todo eso, comprándole pieles, hablando de matrimonio. Ella le dice que ha estado soñando con golpearlo y que en el sueño a él le gusta.
Todo el escenario está ahí para un final romántico y, sin embargo, él entra en pánico, toma todo su dinero y lo invierte en un restaurante del que ella no quiere ser parte. Ella intenta abandonarlo y él se enoja, la arroja contra la pared, la golpea, le echa alcohol y le prende fuego.
Pero la última escena la muestra ilesa, feliz con su amiga la trabajadora sexual/señora, y las echan de un bar propiedad de Chris.

## Recepción
Van Ackeren muestra la prostitución como una carrera aceptable para la clase media. Sin embargo, probablemente no fue tanto su tan invocado mal de ojo contra las apreciadas convenciones de la burguesía lo que atrajo a las masas a los cines como las bellas imágenes del entorno y los encantos físicos de los actores principales.
Reclams Lexikon des Deutschen Films

El impacto emocional de la película fue tan plano como un panqueque, ya que los personajes principales eran más provocativos que entrañables. La única gracia salvadora de la película es la escalofriante actuación de la sexy Gudrun, donde su lucha por encontrar satisfacción emocional e independencia estuvo bien interpretada. El único inconveniente es que para obtener esa libertad tiene que vender su cuerpo, que es el punto principal de la película, ya que compara la nueva clase media alemana con el estilo de vida de las prostitutas, cada una de ellas motivada por el dinero. Pero la película nunca queda del todo clara si sus objetivos son descubrir políticas sexuales o cuestiones de clase o problemas psicológicos o todo eso, ya que Van Ackerman lo ataca todo con su aguda sátira pero no nos deja ningún personaje que le importe excepto como símbolo. 
Dennis Schwartz

Una comedia negra satírica que ataca las costumbres burguesas deshonestas y el abuso de sentimientos. Un gran éxito de taquilla para el cine alemán.
Lexikon des internationalen Films

Los críticos hablaron eufóricamente de una "nueva imagen de la mujer de los años 80" que Gudrun Landgrebe encarnaba: con una actitud fría y controlada y un carisma erótico y seguro de sí misma. Esta imagen habría de  permanecer en la mente de las personas y "perseguirlas" durante mucho tiempo. 
Stars & Hits